# Lithraeus ferrugineipennis
Lithraeus ferrugineipennis là một loài bọ cánh cứng trong họ Bruchidae. Loài này được Blanchard miêu tả khoa học năm 1851.